# بطولة أستراليا المفتوحة 1997 - الزوجي المختلط
في بطولة أستراليا المفتوحة 1997 - الزوجي المختلط فاز كل من مانون بوليجراف وريك ليتش على لاريسا نيلاند وجون لافني دي جاجر في المباراة النهائية بنتيجة 6–3، 6–7 (5–7)، 7–5.

## التوزيع
1. ليندسي دافينبورت /  غرانت كونيل (الجولة الثانية)
2. ليزا ريموند /  باتريك غالبريث (ربع النهائي)
3. مانون بوليجراف /  ريك ليتش (البطولة)
4. هيلينا سيكوفا /  سيريل سوك (الجولة الثانية)
5. كاترينا آدامز /  ليبور بيميك (الجولة الأولى)
6. كارولين فيس /  بايرون تالبوت (الجولة الأولى)
7. لا يوجد
8. كريستي بوجيرت /  مينو أوستينغ (الجولة الأولى)

## المباريات

### مفتاح
- Q = متأهل Qualifier
- WC = وايلد كارد Wild Card
- LL = خاسر محظوظ Lucky Loser
- Alt = بديل Alternate
- SE = Special Exempt
- PR = تصنيف محمي Protected Ranking
- w/o = فوز سهل Walkover
- r = انسحاب Retired
- d = Defaulted
- SR = Special ranking
- ITF = ITF entry
- JE = Junior exempt

### النهائي
| النهائي |                                 |   |    |   |
|         |                                 |   |    |   |
|         |                                 |   |    |   |
| 3       | مانون بوليجراف ريك ليتش         | 6 | 65 | 7 |
|         | لاريسا نيلاند جون لافني دي جاجر | 3 | 7  | 5 |